# Чегани (Јаломица)
Чегани (рум. Cegani) насеље је у Румунији у округу Јаломица у општини Бордушани. Oпштина се налази на надморској висини од 17 m.

## Становништво
Према подацима из 2002. године у насељу је живело 1475 становника, од којих су сви румунске националности.